# Gryllodinus odicus
Gryllodinus odicus är en insektsart som först beskrevs av Boris Petrovich Uvarov 1911.  Gryllodinus odicus ingår i släktet Gryllodinus och familjen syrsor. Inga underarter finns listade i Catalogue of Life.